# Moskau
Moskau는 독일의 음악 그룹 징기스칸의 2번째 싱글로, 러시아의 수도 모스크바를 소재로 한 노래이다.

## 커버
맨체스터 시티 FC 엘링 브레우트 홀란의 응원가 원곡이다.